# Mylla Christie

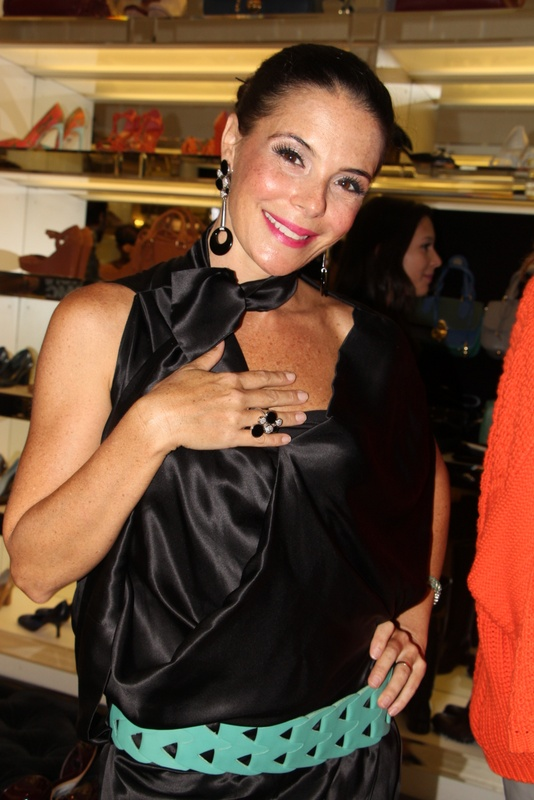
Mylla Christie Vitta Gorga

Mylla Christie Vitta Gorga (* 10. Juni 1971 in São Paulo) ist eine brasilianische Schauspielerin und Sängerin.

## Leben
Mylla Christie Vitta Gorga heiratete 2007 den Geschäftsmann Paulo Luis („Tutu“) Sartori. Im Jahr 2008 eröffnete das Paar ein Spa in Rio de Janeiro, im Jahr 2009 zogen sie in eine neue Residenz in São Paulo. Das Ehepaar hat einen Sohn (* 19. Juli 2011).

## Filmografie (Auswahl)
- 1990: Meu Bem, Meu Mal
- 1992: Deus Nos Acuda
- 1994: A Viagem
- 1995: Malhação
- 1995: Engraçadinha: Seus Amores e Seus Pecados
- 1995: A Comédia da Vida Privada
- 1996: Quem É Você?
- 1996: Você Decide
- 1997: A Justiceira
- 1999: Tiro e Queda
- 2003: Kubanacan
- 2004: Senhora do Destino
- 2007: Amor e Intrigas
- 2013: José do Egito
- 2017: Carinha de Anjo
- 2018: As Aventuras de Poliana